# Obscure (jeu vidéo)
 (mars 2020).
Si vous disposez d'ouvrages ou d'articles de référence ou si vous connaissez des sites web de qualité traitant du thème abordé ici, merci de compléter l'article en donnant les références utiles à sa vérifiabilité et en les liant à la section « Notes et références ».
Obscure (stylisé ObsCure) est un jeu vidéo de type survival horror développé par Hydravision et édité par Microïds en 2004 sur PlayStation 2, Xbox et PC.
Le jeu se démarque de Silent Hill et Resident Evil pour son côté teen horror movie et la possibilité de jouer à deux joueurs, en contrôlant 5 personnages différents (qui peuvent mourir définitivement tout au long du jeu).
La musique, composée par Olivier Derivière et interprétée par le chœur d'enfants de l'Opéra de Paris, donne aussi une ambiance étrange au jeu. Le titre connait une suite, Obscure 2, sortie en 2007.

## Trame

### Histoire
Un groupe d'étudiants s'unit à la suite de la disparition d'un de leur ami. Une disparition qui n'est pas la première à Leafmore High School, en effet, depuis sa création le lycée a connu un grand nombre d'élèves qui n'ont mystérieusement plus donné signe de vie du jour au lendemain, en particulier des étudiants logeant à l'internat du campus. À la suite de l'intervention de la police, le maire de la ville a décidé, avec l'accord du principal du lycée, la fermeture du dortoir. Tout rentre alors dans l'ordre, jusqu'à ce jour où Kenny devient une de ces étranges victimes. Stan, Ashley, Josh et Shannon tentent alors de retrouver leur camarade en menant leur propre enquête sur le campus tout en éclaircissant le sombre passé de leur lycée. Pour mener à bien leur enquête, ils se laissent enfermer dans l'établissement pour la nuit. En fouillant les lieux, ils sont attaqués par des créatures sensibles à la lumière, qu’ils peuvent affaiblir à l’aide de lampes torches et éliminer grâce à la lumière du soleil. Pendant ce temps, Kenny rencontre un autre élève, Dan. Ils tentent de fuir ensemble, mais Dan est tué par l’un des monstres. Les élèves finissent par découvrir un complot impliquant le principal Friedman, qui enlève des élèves pour les infecter avec des spores issues d’une plante africaine rare nommée Mortifilia, persuadé qu’elle permet d’accéder à l’immortalité. Ils découvrent également que Herbert et sa complice Elisabeth sont en réalité centenaires, malgré leur apparence sexagénaire, grâce à leurs expérimentations sur eux-mêmes. Au fil de l’aventure, les élèves sont à leur tour exposés aux spores. Herbert est tué par le professeur Walden, qui cherche à se soigner. Fou de rage en découvrant cela, Leonard — le frère muté de Herbert — tue Walden avant de se transformer en une créature monstrueuse. Les élèves parviennent à le vaincre une première fois, puis se rendent au gymnase pour s’injecter un antidote. Leonard revient à la charge, mais ils le battent une seconde fois et le laissent mourir sous les rayons du soleil.

### Personnages
Kenny Matthews (VF : Pierre Tessier) né le 30 juin 1984 à Riverside en Californie : Kenny incarne le stéréotype du sportif costaud à fort caractère. Il ne se laisse jamais marcher sur les pieds et aime aller de l'avant. Le californien est joueur et capitaine de l'équipe de basket du lycée. Grand frère de Shannon, c'est aussi le petit ami de Ashley.
Shannon Matthews (VF : ) née le 23 août 1986 à Riverside en Californie : Shannon représente une grande satisfaction pour Leafmore High : très bonne élève, sérieuse et agréable. Et pour couronner le tout la californienne est une très jolie fille au look bien soigné et un peu provocateur. C'est la petite sœur de Kenny.
Ashley Thompson (VF : Noémie Orphelin) née le 17 janvier 1985 à Atlanta en Georgie : Ashley est le symbole du club de beauté du campus. Jolie et déterminée il ne faut pas se fier à son apparence de fille pacifique, elle peut se montrer très violente quand la situation le demande. Cette native d'Atlanta est la petite amie de Kenny. Elle pratique le taekwondo et le tir en activités extra-scolaires.
Josh Carter (VF : Alexandre Gillet) né le 29 novembre 1985 à Chicago dans l'Illinois : Josh, reporter accro à la science fiction, rêve sans arrêt de pouvoir décrocher le scoop qui lui permettra de se lancer dans la cour des grands. Très curieux et assez débrouillard, ce natif de l'Illinois aime se lancer sans réfléchir dans de nouvelles aventures.
Stanley Jones (VF : Damien Boisseau) né le 20 juin 1984 à New-York : Stanley est une véritable contradiction, magouilleur, débrouillard, il utilise son savoir sur le piratage des notes des ordinateurs du lycée plutôt que sur ses copies d'examens. Le New-Yorkais relativise toujours les mauvaises situations même les plus désespérées, la tranquillité en personne.
Herbert Friedman (VF : Frédéric Cerdal) : Le proviseur de Leafmore High School, homme à petite carrure mais loin de se faire marcher sur les pieds, son autorité règne sur son établissement et sa longue expérience lui permet de dompter les élèves sans aucune difficulté.
Denny Walden : Professeur de biologie à Leafmore High School et professeur principal des cinq protagonistes. Il est présent au lycée en même temps que les héros et semble en savoir plus qu'il ne veut bien en dire.
Elisabeth Wikson : L'infirmière de Leafmore High School.
M. Garrison : Le gardien du lycée, un ancien policier qui préfère l'autorité à la diplomatie.
Dan : C'est l'homme que Kenny croise lorsqu'il est dans les sous-sols de l'école Leafmore.
Léonard Friedman : C'est le frère du proviseur Herbert Friedman.

## Système de jeu
ObsCure est un jeu vidéo de type survival horror orienté action ; contrairement à la série Silent Hill, où la discrétion est de mise, il est préférable d'abattre les ennemis. Néanmoins, le rendu est moins violent et radical que la série Resident Evil.
Le joueur dirige deux des cinq protagonistes ; les trois autres attendent dans un lieu sûr et le joueur peut prendre leur contrôle en les rejoignant ou si ses personnages meurent. L'inventaire des armes est partagé, chaque personnage porte ses propres armes, mais les objets de soin ou d'interaction sont communs à toute l'équipe.
Le joueur se déplace dans les couloirs de Leafmore High School (s'il maintient Carré ou Y enfoncé, Kenny le fait rapidement) ; il est possible d'analyser de nombreux objets avec Croix ou A. Les objets transportables scintillent à l'écran et Josh peut les repérer rapidement à l'aide de ses talents d'enquêteur. Les portes ne sont pas toutes ouvertes ; il est nécessaire de briser des vitres, forcer des serrures (Stan peut les crocheter en un instant avec Carré ou Y) ou trouver des clés, et certaines sont parfaitement infranchissables. Il est également possible de trouver divers documents qui permettent de comprendre les évènements de l'histoire du lycée (Shannon peut donner des conseils avec Carré ou Y).
Les personnages se battent soit avec des armes à feu, soit avec des armes de mêlée. En appuyant sur R1 ou la gâchette droite, le personnage se met en position de combat, avec Croix ou A, il utilise son arme: Ashley peut frapper deux coups avec Carré ou Y. Toutefois, les ennemis sont protégés par un halo noirâtre qui les rend beaucoup plus forts et résistants. Une lampe torche permet de chasser ce halo en utilisant L1 ou la gâchette gauche. Pour accélérer le processus, il est possible de scotcher des lampes aux armes à feu. Dans certains lieux, il faut briser des fenêtres avec des armes à feu ou de mêlée.
La mobilité réduite des personnages comparée à celle des monstres et l'usage limité du Boost rendent le jeu assez difficile à jouer.

## Développement

### Commercialisation
Le jeu sort le 6 avril 2005 en Amérique du Nord.